# Gabriel Grondin, la relève
 (août 2025).
Il peut être nécessaire de l'améliorer pour respecter le principe de neutralité de point de vue. 

Gabriel Grondin, né le 29 mars 2010, est un joueur français de handball évoluant au poste de gardien de but. Considéré comme un espoir de sa génération, il s’est notamment illustré dans les compétitions interrégionales et départementales.

## Biographie
Originaire du département de l’Aube, Gabriel commence le handball à l’âge de trois ans. Très tôt, il se spécialise au poste de gardien de but, rôle qui devient sa passion.
En 2025, il participe aux Interligues nationales, où il termine 6e de France avec son équipe. À plusieurs reprises, il est également sacré champion départemental dans l’Aube.
Repéré pour son potentiel, il intègre le pôle espoirs pendant une saison ainsi que la sélection régionale du Grand Est. À 15 ans, il mesure 1,80 m pour 63 kg.

## Style de jeu et influences
Gardien réputé pour sa détermination et sa combativité, Gabriel déclare s’inspirer des plus grands portiers de l’histoire du handball, parmi lesquels Thierry Omeyer, Niklas Landin Jacobsen, Gonzalo Pérez de Vargas ou encore Andreas Wolff. Son ambition affichée est de devenir « le meilleur gardien de l’histoire du handball ».

## Palmarès (jeunes)
- 6e place aux Interligues (France, 2025)
- Plusieurs titres de champion départemental (Aube)